# Волков Микола Федорович
Микола Федорович Волков (нар. 1898, село Федоровка Сергачського повіту Нижньогородської губернії, тепер Нижньогородської області, Російська Федерація — розстріляний 23 вересня 1938, місто Київ) — радянський партійний і державний діяч, в.о. 1-го секретаря Миколаївського обкому КП(б)У. Депутат Верховної Ради СРСР 1-го скликання.

## Біографія
Народився у листопаді 1898 року в родині робітника-вантажника. У 1913 році закінчив Виборзьку початкову школу в Санкт-Петербурзі.
У липні 1913 — серпні 1915 р. — розсильний управління трамвайних залізниць у Санкт-Петербурзі (Петрограді). У вересні 1915 — грудні 1916 р. — табельник Петроградського металевого заводу.
У грудні 1916 — жовтні 1917 р. — рядовий російської царської армії у Люцинському повіті Вітебської губернії. У листопаді 1917 — лютому 1918 р. — проживав у матері в Петрограді. У 1918 році вступив до комсомолу.
У березні 1918 — серпні 1919 р. — заступник голови Сергачського повітового виконавчого комітету Нижньогородської губернії.
Член РКП(б) з липня 1918 року.
У вересні 1919 — лютому 1920 р. — агітатор-організатор Нижньогородського губернського військкомату РСЧА. У березні — серпні 1920 р. — військовий комісар військово-інженерної дистанції Нижньогородського губернського військкомату РСЧА.
У вересні 1920 — травні 1922 р. — голова Починковського повітового виконавчого комітету Нижньогородської губернії.
У червні 1922 — серпні 1923 р. — відповідальний секретар Курмишського повітового комітету РКП(б) Нижньогородської губернії. У вересні 1923 — лютому 1924 р. — відповідальний інструктор Нижньогородського губернського комітету РКП(б). У березні 1924 — квітні 1925 р. — відповідальний секретар Павловського повітового комітету РКП(б) Нижньогородської губернії.
У травні 1925 — квітні 1926 р. — секретар партійного колективу ВКП(б) на заводах «Двигатель революции» і «Красная Этна» у місті Нижньому Новгороді. У травні 1926 — лютому 1927 р. — завідувач організаційного відділу Канавинського районного комітету ВКП(б) міста Нижнього Новгорода.
У березні 1927 — серпні 1930 р. — завідувач Нижньогородського губернського (крайового) управління торгівлі.
У вересні 1930 — вересні 1931 р. — слухач курсів марксизму-ленінізму при ЦК ВКП(б) у Москві. У жовтні 1931 — березні 1933 р. — слухач економічного відділення Інституту червоної професури у Москві.
У квітні 1933 — грудні 1934 р. — начальник політичного відділу Нововасилівської машинно-тракторної станції Дніпропетровської області.
У січні 1935 — березні 1936 р. — 2-й секретар Криворізького міського комітету КП(б)У Дніпропетровської області.
У березні 1936 — червні 1937 р. — 1-й секретар Новобузького районного комітету КП(б)У Одеської області.
У червні — 14 жовтня 1937 р. — тимчасовий виконувач обов'язків голови виконавчого комітету Одеської обласної ради.
У вересні 1937 — 29 квітня 1938 року — виконувач обов'язків 1-го секретаря Миколаївського обласного і міського комітетів КП(б)У. 29 квітня 1938 року відкликаний у розпорядження ЦК КП(б)У.
Заарештований 30 квітня 1938 року. Розстріляний у Києві 23 вересня 1938 року. Посмертно реабілітований у 1957 році.